# Turbo (Colombia)
Turbo è un comune della Colombia facente parte del dipartimento di Antioquia.

## Storia
Il centro abitato venne fondato da Baltasar de Casanova nel 1840, mentre l'istituzione del comune è del 1847.

## Cultura di massa
A Turbo è stato girato il film Banana Joe.